# Copa Korać 1983-84
La Copa Korać 1983-84 fue la decimotercera edición de la Copa Korać, competición creada por la FIBA para equipos europeos que no disputaran ni la Copa de Europa ni la Recopa. Participaron 34 equipos, ocho menos que en la edición anterior. La final se resolvió por tercer año consecutivo con un equipo francés derrotando a uno yugoslavo. En esta ocasión el ganador fue el ÉB Pau-Orthez, que derrotó al Estrella Roja. El partido se disputó en el Estadio Pierre de Coubertin de París.

## Primera ronda
| Equipo 1         | Agr.    | Equipo 2      | Ida    | Vuelta |
| ---------------- | ------- | ------------- | ------ | ------ |
| Giants Osnabrück | 177–158 | Iraklis       | 90–63  | 87–95  |
| AEK              | 220–153 | Soleuvre      | 114–72 | 106–81 |
| Csepel           | 167–194 | Eczacıbaşı    | 90–95  | 77–99  |
| Spartak Pleven   | 164–158 | Beşiktaş      | 99–80  | 65–78  |
| Intesit Caserta  | 245–142 | Sonex Falkirk | 138–62 | 107–80 |

## Segunda ronda
| Equipo 1                 | Agr.    | Equipo 2                | Ida    | Vuelta |
| ------------------------ | ------- | ----------------------- | ------ | ------ |
| Giants Osnabrück         | 136–159 | Sutton & Crystal Palace | 76–101 | 60–58  |
| AEK                      | 144–158 | Orthez                  | 83–77  | 61–81  |
| Eczacıbaşı               | 155–151 | Partizan                | 93–72  | 62–79  |
| Assubel Mariembourg      | 151–159 | Olympique Antibes       | 82–83  | 69–76  |
| Spartak Pleven           | 136–157 | Bic Trieste             | 71–74  | 65–83  |
| Binet Verviers-Pepinster | 162–184 | Crvena zvezda           | 89–95  | 73–89  |
| İTÜ                      | 0–4*    | Tours                   | 0–2    | 0–2    |
| Olympiacos               | 0–4*    | CAI Zaragoza            | 0–2    | 0–2    |
| Zadar                    | 199–159 | Standard Liège          | 104–81 | 95–78  |
| Toptours Aarschot        | 184–187 | PAOK                    | 87–74  | 97–113 |
| Hapoel Ramat Gan         | 169–180 | Intesit Caserta         | 103–72 | 66–108 |
| Rapid București          | 145–171 | Maccabi Ramat Gan       | 71–79  | 74–92  |
| Keravnos                 | 111–214 | Carrera Venezia         | 48–108 | 63–106 |

*İTÜ y Olympiacos se retiraron antes del comienzo de la competición, por lo que los rivales recibieron un marcador de 2-0 en cada uno de los partidos.
Clasificados automáticamente para cuartos de final
- Šibenka
- Star Varese
- Moderne

## Cuartos de final
Los cuartos de final se jugaron dividiendo los 16 equipos clasificados en cuatro grupos con un sistema de todos contra todos.
|  | El primer clasificado avanza a semifinales |

|    | Equipo                  | PJ | Pts | G | P | PF  | PC  | Dif. |
| -- | ----------------------- | -- | --- | - | - | --- | --- | ---- |
| 1. | Olympique Antibes       | 6  | 11  | 5 | 1 | 466 | 452 | +14  |
| 2. | Maccabi Ramat Gan       | 6  | 10  | 4 | 2 | 502 | 498 | +4   |
| 3. | Carrera Venezia         | 6  | 9   | 3 | 3 | 497 | 482 | +15  |
| 4. | Sutton & Crystal Palace | 6  | 6   | 0 | 6 | 444 | 477 | -33  |

|    | Equipo       | PJ | Pts | G | P | PF  | PC  | Dif. |
| -- | ------------ | -- | --- | - | - | --- | --- | ---- |
| 1. | CAI Zaragoza | 6  | 12  | 6 | 0 | 574 | 474 | +100 |
| 2. | Tours        | 6  | 9   | 3 | 3 | 504 | 511 | -7   |
| 3. | Bic Trieste  | 6  | 8   | 2 | 4 | 444 | 473 | -29  |
| 4. | Šibenka      | 6  | 7   | 1 | 5 | 493 | 557 | -64  |

|    | Equipo      | PJ | Pts | G | P | PF  | PC  | Dif. |
| -- | ----------- | -- | --- | - | - | --- | --- | ---- |
| 1. | Orthez      | 6  | 10  | 4 | 2 | 503 | 481 | +22  |
| 2. | Zadar       | 6  | 10  | 4 | 2 | 541 | 524 | +17  |
| 3. | Star Varese | 6  | 8   | 2 | 4 | 524 | 527 | -3   |
| 4. | PAOK        | 6  | 8   | 2 | 4 | 449 | 485 | -36  |

|    | Equipo          | PJ | Pts | G | P | PF  | PC  | Dif. |
| -- | --------------- | -- | --- | - | - | --- | --- | ---- |
| 1. | Crvena zvezda   | 6  | 11  | 5 | 1 | 553 | 527 | +26  |
| 2. | Moderne         | 6  | 9   | 3 | 3 | 530 | 532 | -2   |
| 3. | Eczacıbaşı      | 6  | 8   | 2 | 4 | 530 | 546 | -16  |
| 4. | Intesit Caserta | 6  | 8   | 2 | 4 | 524 | 532 | -8   |

## Semifinales
| Equipo 1      | Agr.    | Equipo 2          | Ida     | Vuelta |
| ------------- | ------- | ----------------- | ------- | ------ |
| Orthez        | 144–139 | Olympique Antibes | 75–68   | 69–71  |
| Crvena zvezda | 217–208 | CAI Zaragoza      | 130–100 | 87–108 |

## Final
15 de marzo, Palais des sports Pierre-de-Coubertin, Paris
| Equipo 1   | Resultado | Equipo 2      |
| ---------- | --------- | ------------- |
| Pau-Orthez | 97–73     | Estrella Roja |

| 15 de marzo de 1984 | Pau-Orthez                                           | 97–73           | Estrella Roja                                    | |  |
|                     | Parciales: 49-34, 48-39                              |                 |                                                  | |  |
|                     | Estadísticas John McCullough, 29 Mathieu Bisséni, 10 | Reporte Pts Reb | Estadísticas Slobodan Nikolić, 22 Rajko Žižić, 3 | Pabellón: Palais des sports Pierre-de-Coubertin, Paris Asistencia: 5.000 espectadores Árbitros: Piter van der Willige (NED), Vittorio Fiorito (ITA) |  |

| Campeón de la Copa Korać 1983–84 |
| -------------------------------- |
| Orthez 1.er título               |